# Regina din Tărnovo (film)
Regina din Tărnovo, grafiat la vremea premierei sale Regina din Tîrnovo, (titlul original: în bulgară Търновската царица, transliterat: Tărnovskata țarița) este un film dramatic bulgar, realizat în 1981 de regizorul Ianko Iankov, după romanul omonim din 1974 al scriitorului Emilian Stanev, protagoniști fiind actorii Stefan Danailov, Kamelia Todorova, Eli Skorceva și Nevena Kokanova.

## Rezumat
Acțiunea filmului are loc la începutul secolului al XX-lea în orașul Veliko Tărnovo. După o ședere de opt ani în Paris, și o cheltuială de uriașe sume de bani, tânărul doctor Stariradev se întoarce absolvent de medicină. Tatăl său a murit, iar mama lui vrea să-l căsătorească cu o femeie potrivită, bogată și înstărită. Îi este prezentată Eleanor, o tânără bogată, dar bolnavă de tuberculoză, care are nevoie de îngrijirea medicală permanentă. În cele din urmă, o trimite în Elveția pentru că starea ei s-a deteriorat. 
În casa doctorului Stariradev, tânăra Marina lucrează ca servitoare. Toată lumea o numește „Regina din Tărnovo” pentru că este în mod natural inteligentă, mândră și frumoasă. Stariradev începe o relație cu ea. Soțul Marinei, poștașul, devine gelos și într-o seară îl împușcă pe doctor. Totuși, și-a revenit într-un sanatoriu și fiind în timpul războiului balcanic a început să ajute convoaiele de soldați răniți sau bolnavi de holeră care veneau de pe front. Într-o zi, Marina, devenită asistentă medicală, ajunge într-un tren cu răniții unde îl întâlnește pe Stariradev. Acesta o roagă să rămână, dar preferă să se dedice răniților și bolnavilor și să-și găsească locul în viață.

## Distribuție
- Stefan Danailov – dr. Stariradev
- Kamelia Todorova – Marina Kolova
- Eli Skorceva – Eleonora
- Nevena Kokanova – Smilova
- Boris Ducanov – Smilov
- Țvetana Eneva – Stariradeva
- Minka Siulemezova – madam Zoia
- Kiril Kavadarkov – Kolo „poștașul”, soțul Marinei
- Joko Rosici – cockerul „Papaimaika”
- Vasil Vacev – Kosturkov
- Venelin Pehlivanov – poticarul
- Gheorghi Gheorghiev-Goceto – capelmaestrul
- Antonia Ciolceva –
- Stefan Dimitrov –
- Todor Todorov –
- Konstantin Țanev – Hadjihihistov, contele „Kokorko”
- Nikola Ciprianov – vânătorul
- Makrina Stoianova –

## Premii și nominalizări
- 1982 – Festivalul național de Film bulgar „Trandafirul de aur” (în bulgară Златна роза)
  - Premiul „Trandafirul de aur” pentru Cele mai bune decoruri lui Atanas Velianov
- 1982 Premiile Academiei de Film din Bulgaria
  - Premiul pentru Cel mai bun decor de film (Nai-Dobur Filmova Stsenografiya) lui Atanas Velianov

## Lansare
Filmul a avut premiera în Bulgaria pe data de 2 februarie 1981.
În România premiera filmului a avut loc la data de 21 septembrie 1981 la cinematograful „Central” din capitală.